# Présidence suédoise du Conseil de l'Union européenne en 2001
Présidence française du Conseil de l'Union européenne en 2000 Présidence belge du Conseil de l'Union européenne en 2001
La présidence suédoise du Conseil de l'Union européenne en 2001 désigne la première présidence du Conseil de l'Union européenne effectuée par la Suède depuis son adhésion à l'Union européenne en 1995.
Elle fait suite à la présidence française de 2000 et précède celle de la présidence belge du Conseil de l'Union européenne à partir du 1er juillet 2001.

## Compléments